# Rezerwat przyrody Góra Sobień
Rezerwat przyrody Góra Sobień – rezerwat przyrody znajdujący się na terenie gminy Lesko, w powiecie leskim, w województwie podkarpackim. Leży w obrębie Parku Krajobrazowego Gór Słonnych.
Numer według rejestru wojewódzkiego – 20
Powierzchnia według aktu powołującego – 5,34 ha
Dokument powołujący – M.P. z 1971 r. nr 1, poz. 3
Rodzaj rezerwatu – leśny
Przedmiot ochrony (według aktu powołującego) – fragment lasu mieszanego z chronionymi gatunkami roślin zielnych w runie oraz występującą na tym terenie rzadką fauną kserotermiczną. Rośnie tutaj m.in. rzadki w Polsce tojad mołdawski.
Na szczycie położonego na terenie rezerwatu wzgórza znajdują się ruiny zamku Sobień.
Przez teren rezerwatu przebiega ścieżka dydaktyczno-przyrodnicza „Góra Sobień”.